# Clifford Jordan
Clifford Jordan (Chicago, 2 september 1931 - Manhattan, 27 maart 1993) was een Amerikaanse jazz-saxofonist en -fluitist. In Chicago speelde hij onder meer met drummer Max Roach (als vervanger van Sonny Rollins), saxofonist Sonny Stitt en enkele rhythm & blues-groepen. In 1957 verhuisde hij naar New York, waarna hij drie albums voor Blue Note opnam. Hij nam ook op met Paul Chambers, J. J. Johnson, Eric Dolphy, Lee Morgan en Max Roach. Hij speelde in het sextet van bassist en bandleider Charles Mingus, waarmee hij in 1964 een tournee door Europa maakte. In diezelfde groep speelde ook Eric Dolphy. In latere jaren had hij eigen groepen en een big band, en speelde hij tevens met de groep van Cedar Walton (1974-1975).

## Discografie (selectie)
- Blowing in From Chicago, Blue Note, 1057
- Cliff Craft, Blue Note, 1957
- Cliff Jordan, Blue Note, 1957
- Spellbound, Riverside, 1960
- Bearcat, Riverside, 1961
- These Are My Roots: Clifford Jordan Plays Leadbelly, Atlantic, 1965
- The Highest Mountain, SteepleChase, 1975
- Two Tenor Winner!, Criss Cross, 1984
- Down Through the Years: Live at Condon's New York, Milestone, 1991